# Cheilanthes
Cheilanthes és un gènere de falgueres de la família Pteridaceae, amb unes 180 espècies de distribució cosmopolita en regions càlides, seques i rocoses. La majoria són de fulla persistent i menudes. Moltes viuen en semideserts sobre roques i poden assecar-se i reviure quan torna la humitat.

## Espècies
Als Països Catalans s'hi fan les següents espècies:
- Cheilanthes pteridoides
- Cheilanthes vellea
- Cheilanthes marantae

Algunes espècies
- Cheilanthes acrostica (Balb.) Tod.
- Cheilanthes adiantoides T.C.Chambers & P.A.Farrant
- Cheilanthes aemula Maxon
- Cheilanthes alabamensis (Buckley) Kunze
- Cheilanthes arizonica (Maxon) Mickel
- Cheilanthes austrotenuifolia H.M.Quirk & T.C.Chambers
- Cheilanthes bonariensis (Willd.) Proctor
- Cheilanthes brownii (Kuhn) Domin
- Cheilanthes catanensis (Cosent.) H.P.Fuchs
- Cheilanthes caudata R.Br.
- Cheilanthes cavernicola D.L.Jones
- Cheilanthes clevelandii D.C.Eaton
- Cheilanthes contigua Baker
- Cheilanthes cooperae D.C.Eaton
- Cheilanthes covillei Maxon
- Cheilanthes distans (R.Br.) Mett.
- Cheilanthes eatonii Baker
- Cheilanthes feei T.Moore
- Cheilanthes fendleri Hook.
- Cheilanthes fragillima F.Muell.
- Cheilanthes glauca (Cav.) Mett.
- Cheilanthes gracillima D.C.Eaton
- Cheilanthes guanchica Bolle
- Cheilanthes hirsuta (Poir.) Mett.
- Cheilanthes hispanica Mett.
- Cheilanthes horridula Maxon
- Cheilanthes humilis (G.Forst.) P.S.Green
- Cheilanthes intertexta (Maxon) Maxon
- Cheilanthes intramarginalis (Kaulf. ex Link) Hook.
- Cheilanthes kaulfussii Kunze
- Cheilanthes lanosa (Michx.) D.C.Eaton
- Cheilanthes lasiophylla Pic.Serm.
- Cheilanthes lendigera (Cav.) Sw.
- Cheilanthes leucopoda Link
- Cheilanthes lindheimeri Hook.
- Cheilanthes maderensis Lowe
- Cheilanthes microphylla (Sw.) Sw.
- Cheilanthes newberryi (D.C.Eaton) Domin
- Cheilanthes nitida (R.Br.) P.S.Green
- Cheilanthes nudiuscula (R.Br.) T.Moore
- Cheilanthes parryi (D.C.Eaton) Domin
- Cheilanthes paucijuga Baker
- Cheilanthes peninsularis
  - Cheilanthes peninsularis var. insularis
- Cheilanthes persica (Bory) Mett. ex Kuhn
- Cheilanthes pinnatifida D.L.Jones
- Cheilanthes praetermissa D.L.Jones
- Cheilanthes prenticei Luerss.
- Cheilanthes pringlei Davenport
- Cheilanthes pseudovellea (H.M.Quirk & T.C.Chambers) D.L.Jones
- Cheilanthes pteroides Sw.
- Cheilanthes pulchella Bory ex Willd.
- Cheilanthes pumilio (R.Br.) F.Muell.
- Cheilanthes sciadioides Domin
- Cheilanthes sieberi Kunze
- Cheilanthes tenuifolia (Burm.f.) Sw.
- Cheilanthes tinaei Tod.
- Cheilanthes tomentosa Link
- Cheilanthes vellea (Aiton) F.Muell.
- Cheilanthes villosa Davenport ex Maxon
- Cheilanthes viscida Davenport
- Cheilanthes wootonii Maxon
- Cheilanthes wrightii Hook.
- Cheilanthes yavapensis T.Reeves ex Windham

## Llibres citats
- Germplasm Resources Information Network: Cheilanthes
- Flora Europaea: Cheilanthes
- Flora of North America: Cheilanthes
- Cheilanthes glauca pictures from Chilebosque.
- "lip fern." Encyclopædia Britannica Online. 30 Nov 2007.